# Ordine di Sant'Agostino

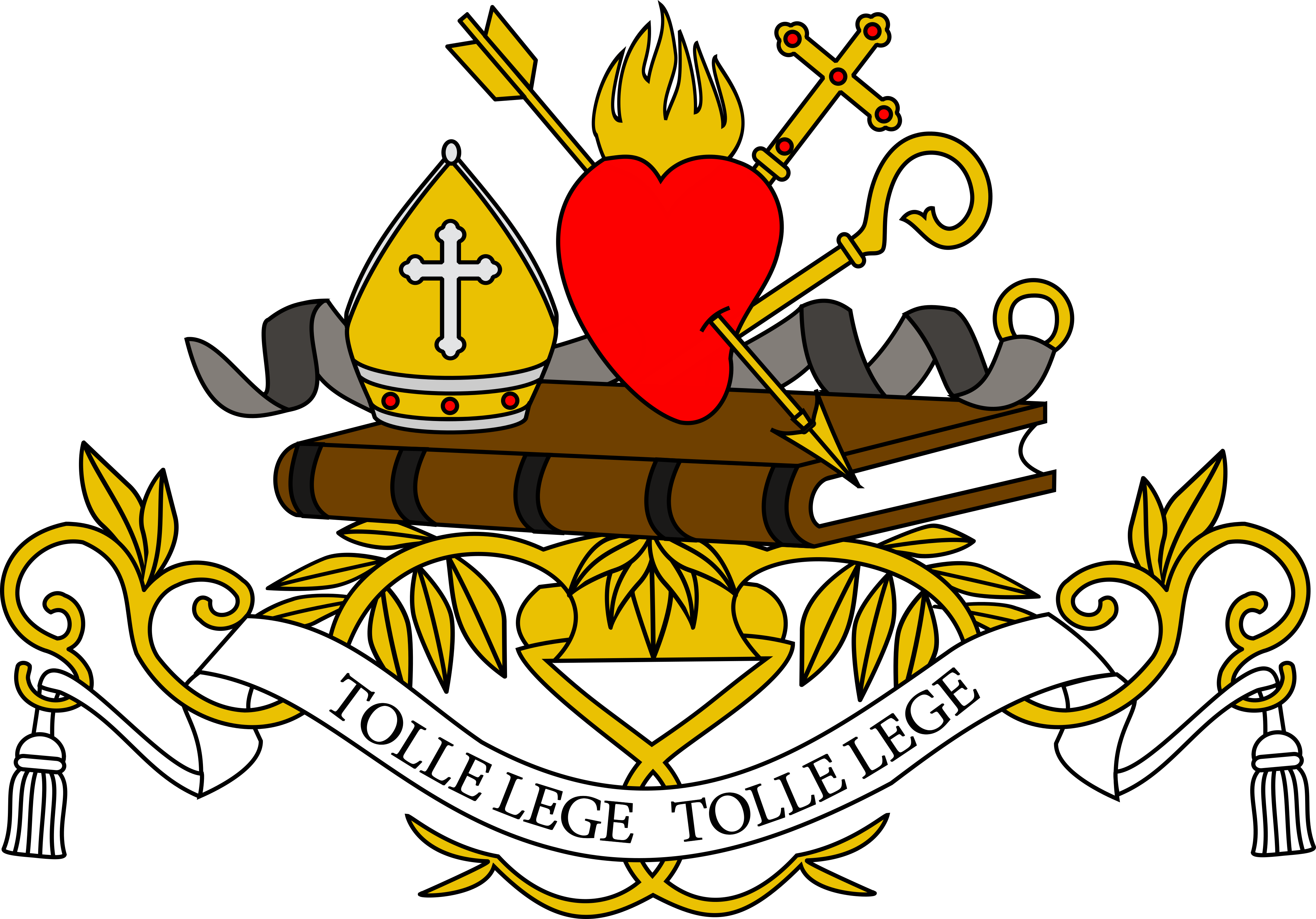
L'emblema dell'ordine reca due elementi fissi: il libro sacro e il cuore fiammeggiante trafitto da una freccia; a essi spesso si affianca la cintura dell'abito agostiniano

L'Ordine di Sant'Agostino (in latino Ordo Fratrum Sancti Augustini), già detto degli eremitani di Sant'Agostino (in latino Ordo Eremitarum Sancti Augustini; sigla O.E.S.A.) è un istituto religioso maschile di diritto pontificio: i frati di questo ordine mendicante, detti agostiniani, pospongono storicamente al loro nome la sigla O.S.A.
Anche se la tradizione ne fa risalire le origini a sant'Agostino, l'ordine sorse nel 1244 dall'unione, promossa dal cardinale Riccardo Annibaldi e sancita da papa Innocenzo IV, delle fraternità di eremiti di Tuscia in un'unica famiglia religiosa sotto la guida di un priore generale e con la regola di sant'Agostino. Nel 1256 agli eremitani di sant'Agostino vennero unite altre congregazioni.
Nel 1968 il capitolo generale approvò il mutamento del titolo dell'istituto da eremitani di Sant'Agostino a Ordine di Sant'Agostino.
Nel conclave del 2025, per la prima volta, un frate agostiniano, Robert Francis Prevost, già priore generale dell'ordine, è stato eletto papa con il nome di Leone XIV.

## Storia

### L'unione del 1244
Il 16 dicembre 1243 papa Innocenzo IV rivolse alle numerose comunità eremitiche della Tuscia due bolle (Incumbit Nobis e Praesentium vobis) per invitarle a riunirsi in un ordine sotto la regola di sant'Agostino, a eleggersi un priore generale e a dotarsi di costituzioni.
Ogni comunità eremitana inviò a Roma uno o due delegati e nel marzo 1244 si celebrò il capitolo di fondazione, presieduto dal cardinale Riccardo Annibaldi, diacono di Sant'Angelo, assistito dagli abati cistercensi di Santa Maria di Falleri e Fossanova: l'ordine degli eremitani di sant'Agostino ebbe, così, formalmente inizio.
Le case dell'ordine, almeno 61, erano sparse in massima parte nei territori di Lucca e Siena, ma erano presenti anche in altre zone della Toscana, in Lazio, Liguria, Umbria e Romagna; nel 1250 agli eremitani venne concessa anche una sede a Roma, presso la chiesa di Santa Maria del Popolo, lasciata liberi dai minori francescani trasferitisi all'Aracoeli.
Presto gli eremitani fondarono conventi anche in Francia e Inghilterra (prima del luglio 1255) e in Germania e Spagna (prima dell'aprile 1256).

### La grande unione del 1256

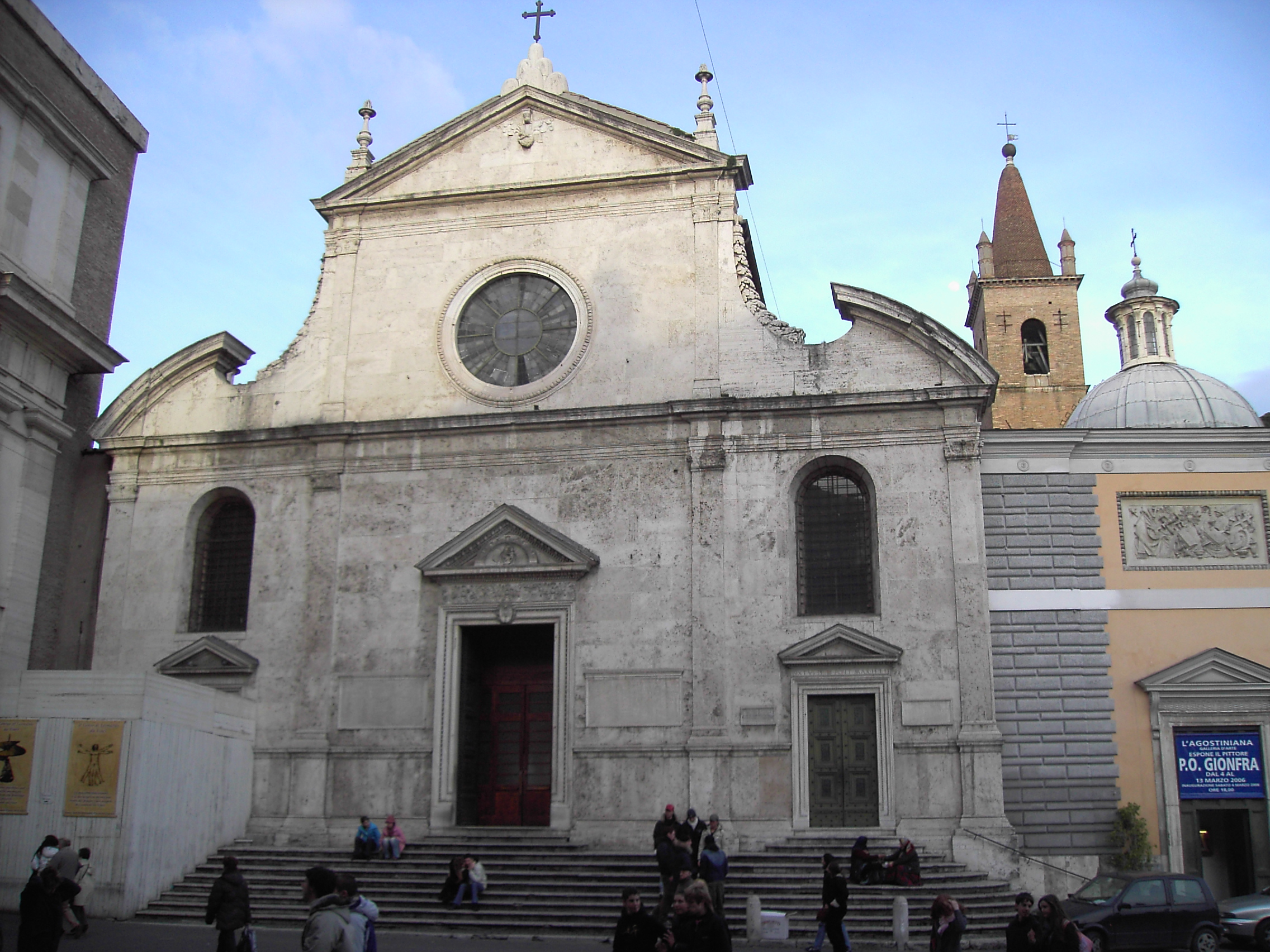
La basilica romana di Santa Maria del Popolo, concessa all'ordine nel 1250

Il 15 luglio 1255 papa Alessandro IV, con la bolla Cum quaedam salubria, convocò in Santa Maria del Popolo altre famiglie religiose invitandole ad aderire all'unione: con la bolla Licet Ecclesiae catholicae del 9 aprile 1256 unì agli eremitani di Tuscia i guglielmiti, i giambonini, i brettinesi e gli eremiti di Montefavale e li annoverò tra gli ordini mendicanti: si realizzava in tal modo quella che venne poi chiamata Grande Unione. Più tardi venne unita agli eremitani la provincia lombarda dei Poveri Cattolici (bolla Iustis petentium del 23 ottobre 1257).
Con l'ingresso nell'ordine di questi nuovi gruppi gli eremitani estesero la loro presenza in Lombardia, Emilia, Veneto, Umbria e nelle Marche.
Con l'unione ebbe inizio anche l'organizzazione del sistema di studi che doveva garantire una preparazione teologica ai membri dell'ordine in funzione dell'apostolato e della pastorale. Attorno al 1260 prese a funzionare a Parigi un collegio per gli studenti agostiniani che frequentavano la locale università: tra i primi a formarvisi fu Egidio Romano, che fu il primo dell'ordine a ottenere il magistero in teologia (1285).
Nel 1266 i guglielmiti si separarono dall'unione, ma ciò non impedì all'ordine di svilupparsi e diffondersi soprattutto nelle città.

### Il secondo concilio di Lione e il privilegio dell'esenzione
Nel 1274, con il secondo concilio di Lione, che decretò la soppressione di tutti gli ordini fondati dopo la celebrazione del quarto concilio lateranense (1215), gli eremitani rischiarono la dissoluzione: sopravvissero grazie al fatto che i loro primi eremi erano sorti già nel XII secolo.
Fu in questo contesto che gli agostiniani cercarono di costruire legami diretti tra i loro più antichi eremi e la persona di sant'Agostino, al quale si cercò di attribuire la vera fondazione dell'ordine: sorsero leggende secondo le quali Agostino sarebbe stato rivestito dell'abito eremitano da Ambrogio già al suo battesimo, avrebbe trascorso un periodo in una comunità di eremiti ancora prima di lasciare l'Italia per tornare in Africa e avrebbe dato agli eremiti la sua regola a Milano o a Centocelle.
Il 23 agosto 1289, con la bolla Religiosam vitam suscipientibus, papa Niccolò IV concesse agli eremitani il privilegio dell'esenzione dalla giurisdizione dei vescovi locali. Questo consentì agli agostiniani di diffondersi ulteriormente: nel 1295 nei paesi tedeschi si erano organizzati in quattro province (Baviera-Boemia, Colonia, Renania-Svevia e Turingia-Sassonia); erano state fondate case anche nell'Italia meridionale e nelle isole del mar Mediterraneo orientale (Creta, Corfù, Cipro, Rodi).

### La crisi del Trecento e le riforme

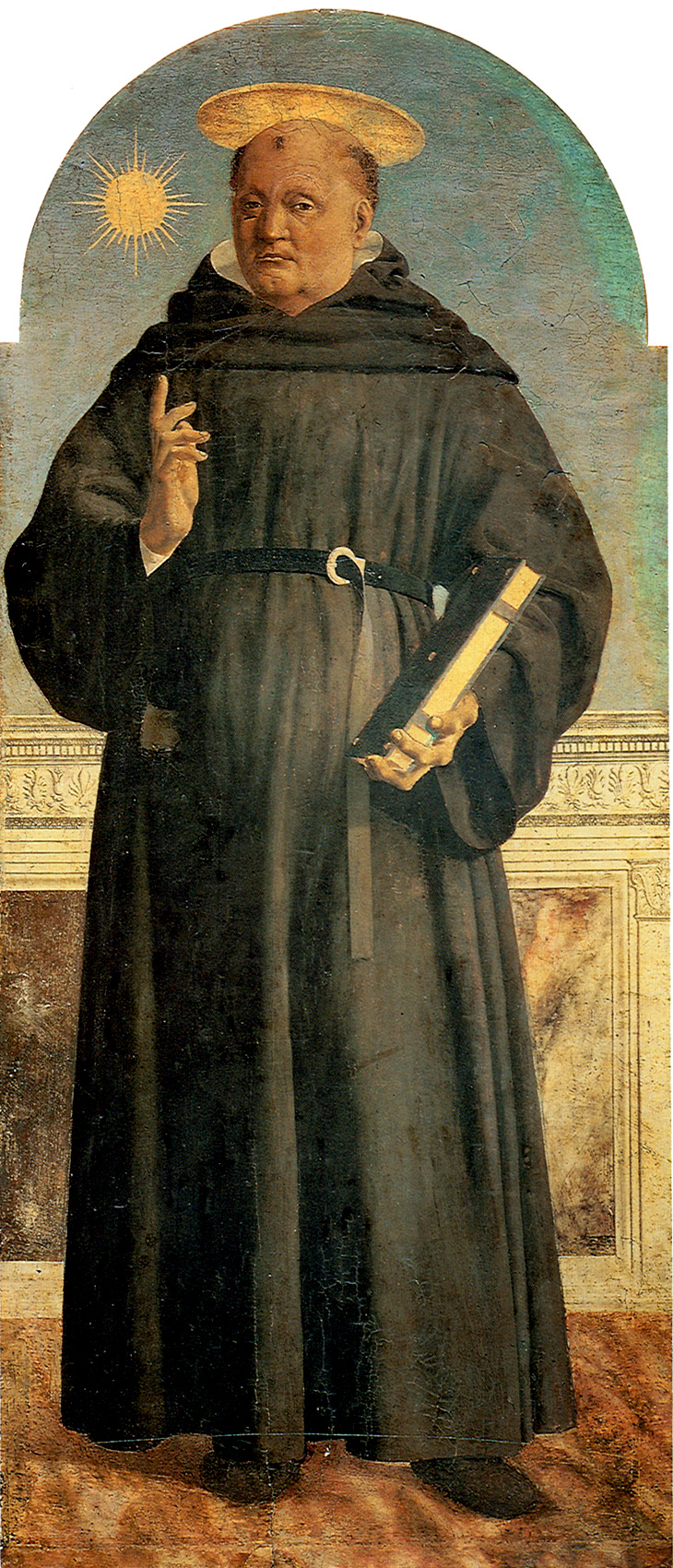
Nicola da Tolentino, il primo frate agostiniano proclamato santo

La peste nera (1347-1352) danneggiò gravemente l'ordine, causando la perdita di numerosi membri (il priore generale riferisce che nei tre anni dell'epidemia persero la vita 5 084 frati); per colmare i vuoti nelle comunità iniziarono a essere ammessi all'ordine anche postulanti privi di vocazione o senza un'adeguata preparazione che portarono al rilassamento della disciplina conventuale. Ad aggravare la situazione intervenne lo scisma d'Occidente (1378-1417). Come reazione, i superiori generali cominciarono a rendere autonomi dalla giurisdizione dei superiori provinciali i conventi desiderosi di osservare più rigorosamente la regola, sottoponendoli direttamente a sé stessi o a rettori delle case di osservanza; in tal modo, a partire dal 1387, sorsero all'interno degli eremitani diverse congregazioni di osservanti (di Lecceto, di Sassonia, di San Giovanni a Carbonara, di Spagna, di Monteortone, di Deliceto, degli Zampani, Dalmata).
Alla congregazione dell'osservanza di Sassonia apparteneva anche il convento di Erfurt, dove professò Martin Lutero.

### L'espansione missionaria del Cinquecento
Con l'elezione alla carica di priore generale di Girolamo Seripando nel 1539 iniziò per l'ordine il periodo di massima fioritura. Gli agostiniani, impegnandosi nelle missioni in America, Asia e Africa, propagarono l'ordine anche in queste terre.
La prima comunità di sette missionari agostiniani giunse in Messico dalla Castiglia nel 1533: ebbero uno sviluppo tale da poter organizzare una prima provincia autonoma già nel 1568 e una seconda nel 1602. Gli agostiniani fondarono il loro primo convento a Lima nel 1551 e le comunità del Perù poterono costituirsi in provincia nel 1575: il loro collegio di Sant'Ildefonso a Lima venne elevato al rango di università pontificia nel 1608. Dal Perù gli eremitani si diffusero in Ecuador (nel 1579 venne istituita la provincia di Quito), in Colombia e Venezuela (dove costituirono nel 1601 la provincia della Nuova Granada) e in Cile (provincia autonoma dal 1627).
Dal Messico gli agostiniani giunsero nelle Filippine il 28 aprile 1565: ebbero un ruolo di primo piano non solo nell'evangelizzazione dell'arcipelago, ma anche nell'educazione e nella formazione tecnica degli indigeni, nel disegno della rete stradale, nello studio e nella conservazione delle lingue locali. Gli agostiniani delle Filippine fondarono la loro provincia, dedicata al Nome di Gesù, nel 1575.
Dalle Filippine gli agostiniani spagnoli tentarono di penetrare in Cina già nel 1575, ma ci riuscirono solo nel 1680: la loro missione durò sino al 1800. Nel 1602 penetrarono anche in Giappone, ma molti rimasero vittima delle persecuzioni e gli ultimi vennero espulsi nel 1637.
Nel 1554 papa Giulio III elesse vescovo di São Tomé l'agostiniano Gaspar Cão, che nel 1572 portò con sé dal Portogallo dodici confratelli che si dedicarono all'evangelizzazione di Congo, São Tomé e Príncipe. Gli agostiniani della provincia portoghese fondarono conventi anche in Arabia, Zanzibar, Kenya, Iran, Iraq, Georgia, ma ebbero tutti un'esistenza effimera; maggiori successi ebbero in India, dove rimasero fino alla soppressione degli ordini religiosi in Portogallo nel 1834.

### L'ordine in Europa in età moderna

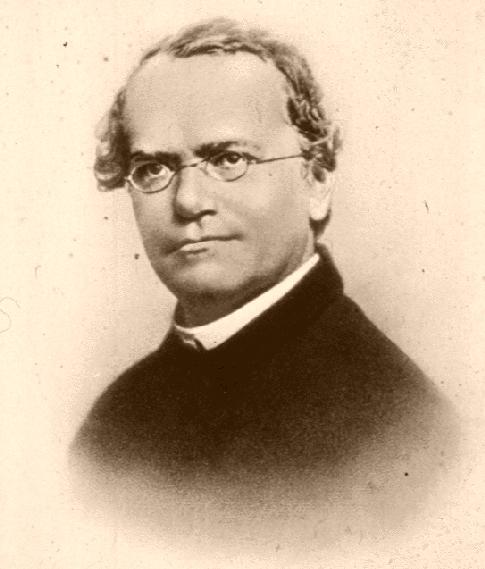
L'agostiniano Gregor Mendel

Nel clima spirituale creatosi in Spagna verso la fine del XVI secolo, che spinse i religiosi a ricercare una vita più austera e penitente, sorse la congregazione dei recolletti, approvata nel 1589 (dal 1912 gli agostiniani recolletti costituiscono un ordine autonomo); dalla congregazione di Centorbi (o eremiti di Sicilia), sorta nel 1593, ebbero origine gli agostiniani scalzi (autonomi dal 1931).
Nel 1752 papa Benedetto XIV elevò il convento boemo di San Tommaso di Brno alla dignità di abbazia, caso unico nella storia dell'ordine: tra gli abati di Brno va ricordato Gregor Mendel, studioso di biologia e padre della genetica.

### Decadenza e restaurazione dell'ordine

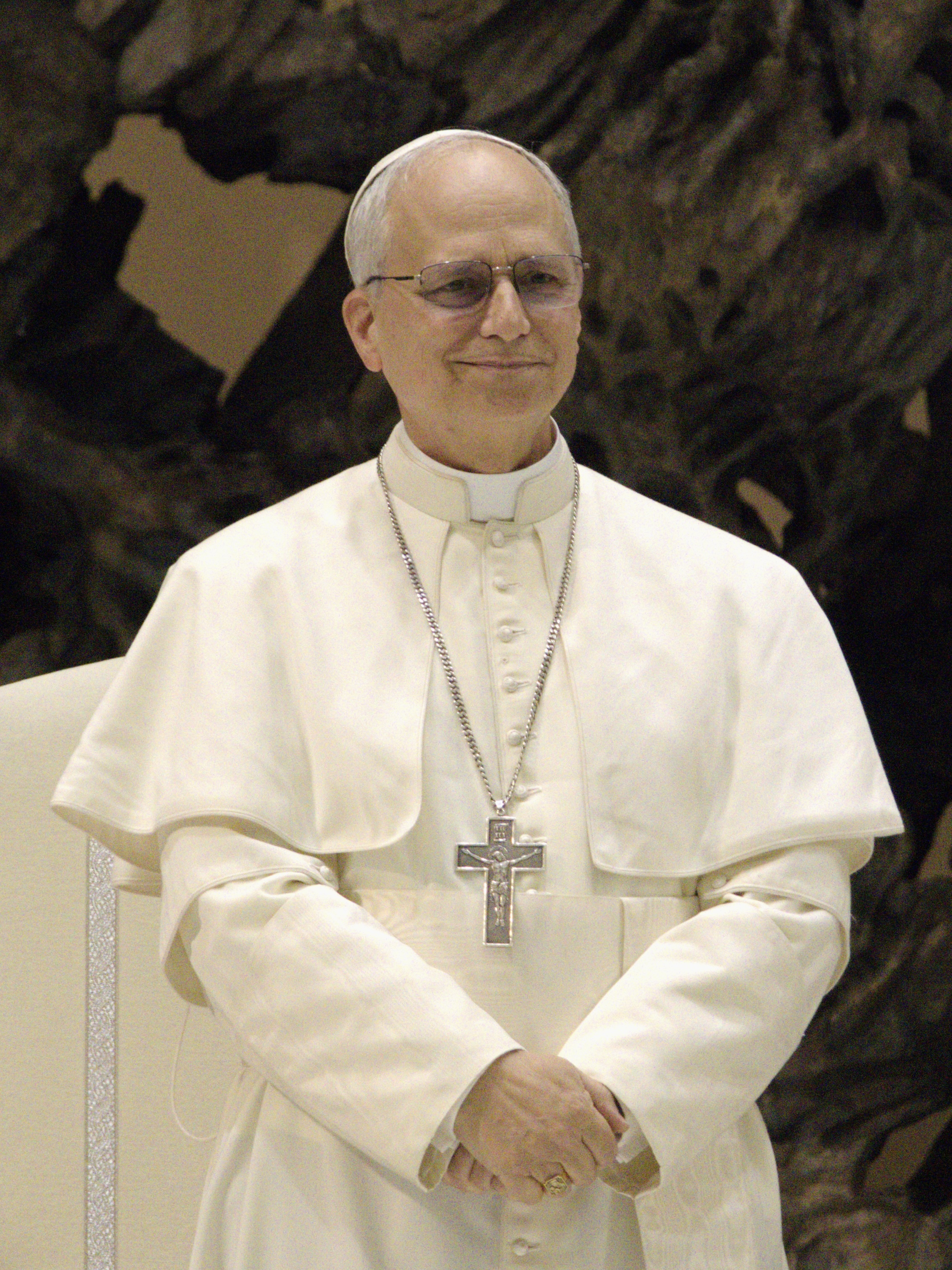
Papa Leone XIV, primo pontefice agostiniano della storia.

Il periodo iniziato nel 1786, quando l'imperatore Giuseppe II soppresse la maggior parte dei conventi nei paesi asburgici, fu uno dei più difficili per l'ordine: numerosissime comunità agostiniane d'Europa e America Latina vennero disperse e i loro beni incamerati dallo Stato. Solo i conventi nelle Filippine e negli Stati Uniti d'America non vennero interessati dal movimento di soppressione.
Nel 1881 papa Leone XIII chiamò al governo dell'ordine l'italiano Antonio Pacifico Neno, che aveva lavorato a lungo negli Stati Uniti: Neno riaprì un noviziato in Italia e lanciò una grande campagna vocazionale; vennero anche avviate nuove missioni e riorganizzate le province.
In quel periodo il pontefice nominò cardinali tre agostiniani e avviò le cause di beatificazione di numerosi agostiniani.
Durante il capitolo generale celebrato a Villanova nel 1968 i padri capitolari deliberarono di eliminare dal titolo dell'istituto l'espressione "eremitani", in quanto non esprimeva più alcun carattere fondamentale dell'ordine. Il nuovo titolo venne approvato dalla congregazione per i religiosi il 12 febbraio 1969.

## L'abito agostiniano
L'abito agostiniano è nero ed è costituito da scapolare, cocolla e tonaca, con cappuccio e ampie maniche; è cinto in vita da una cinghia di cuoio con fibbia.
Tale foggia nel vestire risale sostanzialmente alle origini dell'ordine (XIII secolo), anche se nel corso dei secoli sono state apportate piccole modifiche. Nel 1585, però, si diffuse una leggenda che faceva risalire l'adozione a un episodio miracoloso che aveva come protagonista santa Monica, madre di Agostino: dopo la morte del marito Patrizio, si rivolse in preghiera a Maria, la quale le apparve vestita con abito e cintura nera (quello che avrebbe indossato dopo la morte dello sposo Giuseppe) e garantì a quanti l'avessero imitata la sua protezione e consolazione. Tale leggenda sorse solo quando la confraternita dei cinturati di Bologna venne posta sotto il titolo e la protezione di Nostra Signora della Consolazione.

## Il governo dell'ordine

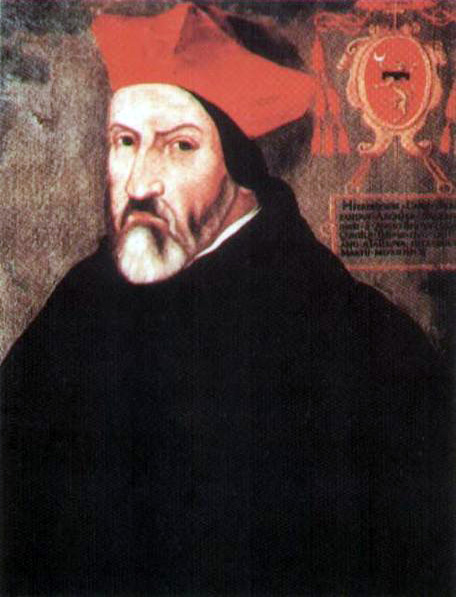
Girolamo Seripando

Le prime costituzioni dell'ordine vennero ratificate e confermate dal capitolo generale dell'ordine celebrato a Ratisbona nel 1290; rimasero in vigore fino al 1551, quando vennero un poco modificate dal priore generale Girolamo Seripando. Nuove costituzioni vennero approntate nel 1925, dopo la promulgazione del Codice Piano Benedettino, e dopo il concilio Vaticano II dal capitolo generale celebrato a Villanova (Pennsylvania) nel 1968-1969.
Il potere supremo dell'ordine risiede nel capitolo generale, composto dai rappresentanti dei frati, che si riunisce ogni tre anni.
Il capitolo generale, ogni sei anni, elegge il priore generale, che è il capo dell'ordine: il mandato dei priori generali era inizialmente di tre anni, poi elevato a sei. Nel 1745 la carica divenne vitalizia, ma venne riportata a sei anni nel 1786. Nel governo dell'ordine il priore generale è coadiuvato da un consiglio composto da un certo numero di assistenti eletti dal capitolo generale: ogni assistente rappresenta un'"assistenza", cioè un gruppo di province riunite per area geografica.
L'ordine è suddiviso in province: i capitoli provinciali sono celebrati ogni quattro anni e i priori provinciali vengono eletti, mediante lettera, da tutti i frati della provincia con voce attiva. Presso la Curia romana esiste un procuratore generale, incaricato di trattare le questioni dell'ordine presso la Santa Sede.

## I quattro gradi dell'ordine
L'ordine si compone di quattro gradi: i frati costituiscono il primo ordine di Sant'Agostino (primo grado); il secondo grado è formato dalle monache contemplative; il terzo grado è costituito dai terz'ordini regolare e secolare; il quarto grado dai cosiddetti "cinturati".

### I terz'ordini
Al terz'ordine regolare appartengono numerose congregazioni aggregate mediante decreto dei priori generali. Tra le maggiori: gli Assunzionisti, gli Alessiani, i Fratelli della Misericordia di Maria Ausiliatrice, le agostiniane Missionarie, di Nostra Signora della Consolazione, della Santissima Annunziata, Serve di Gesù e Maria, dell'Aiuto, di San Tommaso di Villanova, di Santa Edvige, di Santa Giovanna d'Arco, di Meaux, dell'Hôtel-Dieu di Parigi, Oblate del Santo Bambino Gesù, di Maria Immacolata, del Sacro Cuore di Maria, Scolastiche di Nostra Signora, di Carità di Nostra Signora del Buono e Perpetuo Soccorso, le Figlie di Nostra Signora delle Missioni, le Religiose Concezioniste Missionarie dell'Insegnamento, le Oblate dell'Assunzione Religiose Missionarie, le Piccole Suore dell'Assunzione, le Religiose dell'Assunzione, le Figlie del Crocifisso, le Religiose del Verbo Incarnato, le Suore del Divino Amore, le Serve di Maria Ministre degli Infermi, le Suore dei Sacri Cuori di Gesù e Maria.
Coloro che vivono in fraternità o confraternite legate all'ordine senza condurre vita comune costituiscono il terz'ordine secolare.

### I cinturati

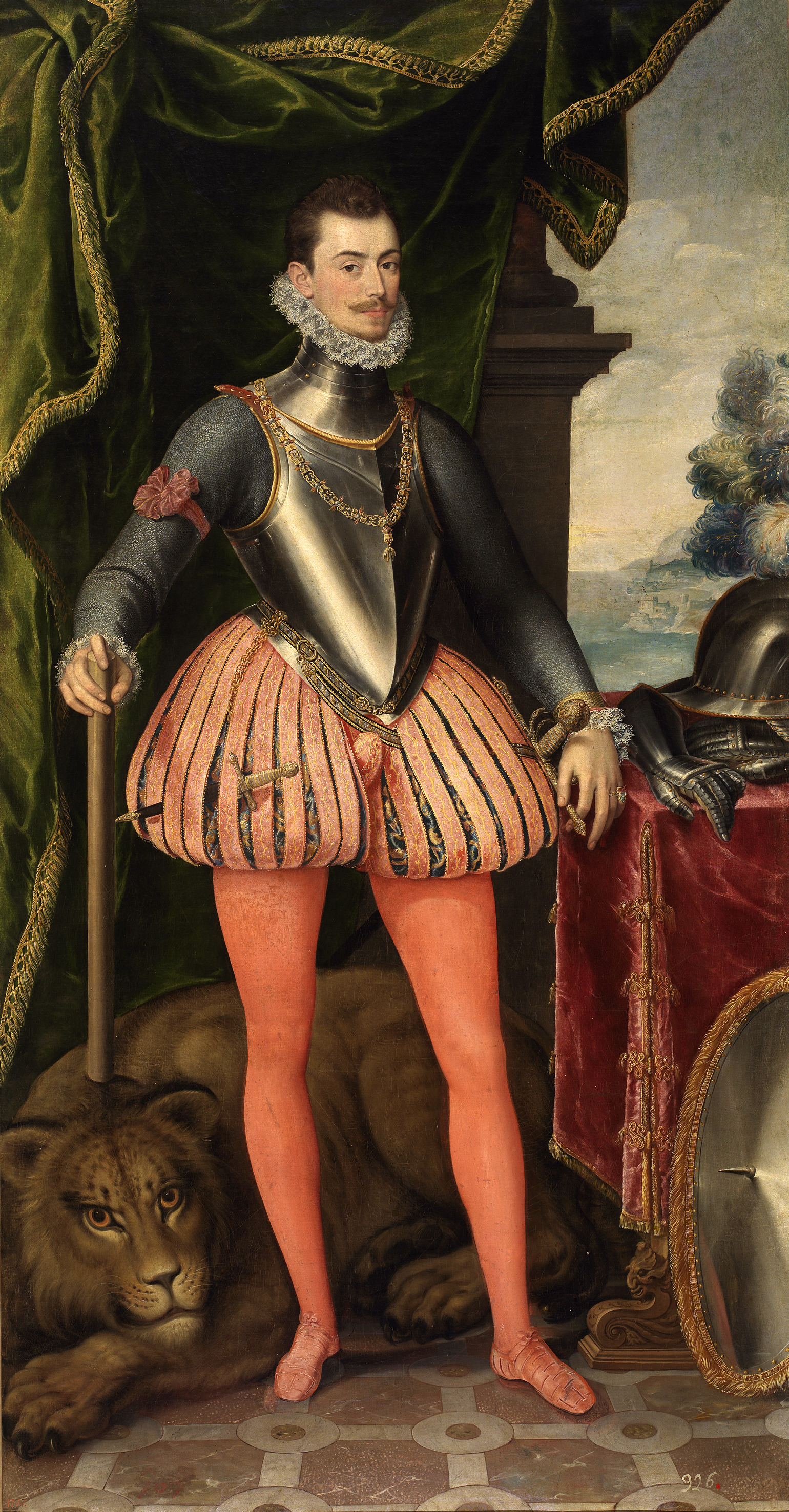
Don Giovanni d'Austria

Esistono poi i "cinturati" (il quarto grado dell'ordine), cioè coloro che desiderano vivere imitando Agostino ponendosi sotto la sua protezione: vennero fondati nel 1439 e papa Giulio II confermò loro le indulgenze del primo ordine. Molti fanno parte di confraternite aggregate all'arciconfraternita della Madonna della Consolazione di Bologna.
Tra i cinturati illustri si ricordano don Giovanni d'Austria, comandante della flotta della Lega Santa a Lepanto, e Pedro Poveda Castroverde, fondatore dell'Istituzione Teresiana, fucilato dai repubblicani durante la guerra civile spagnola e canonizzato nel 2003.

## La spiritualità dell'ordine

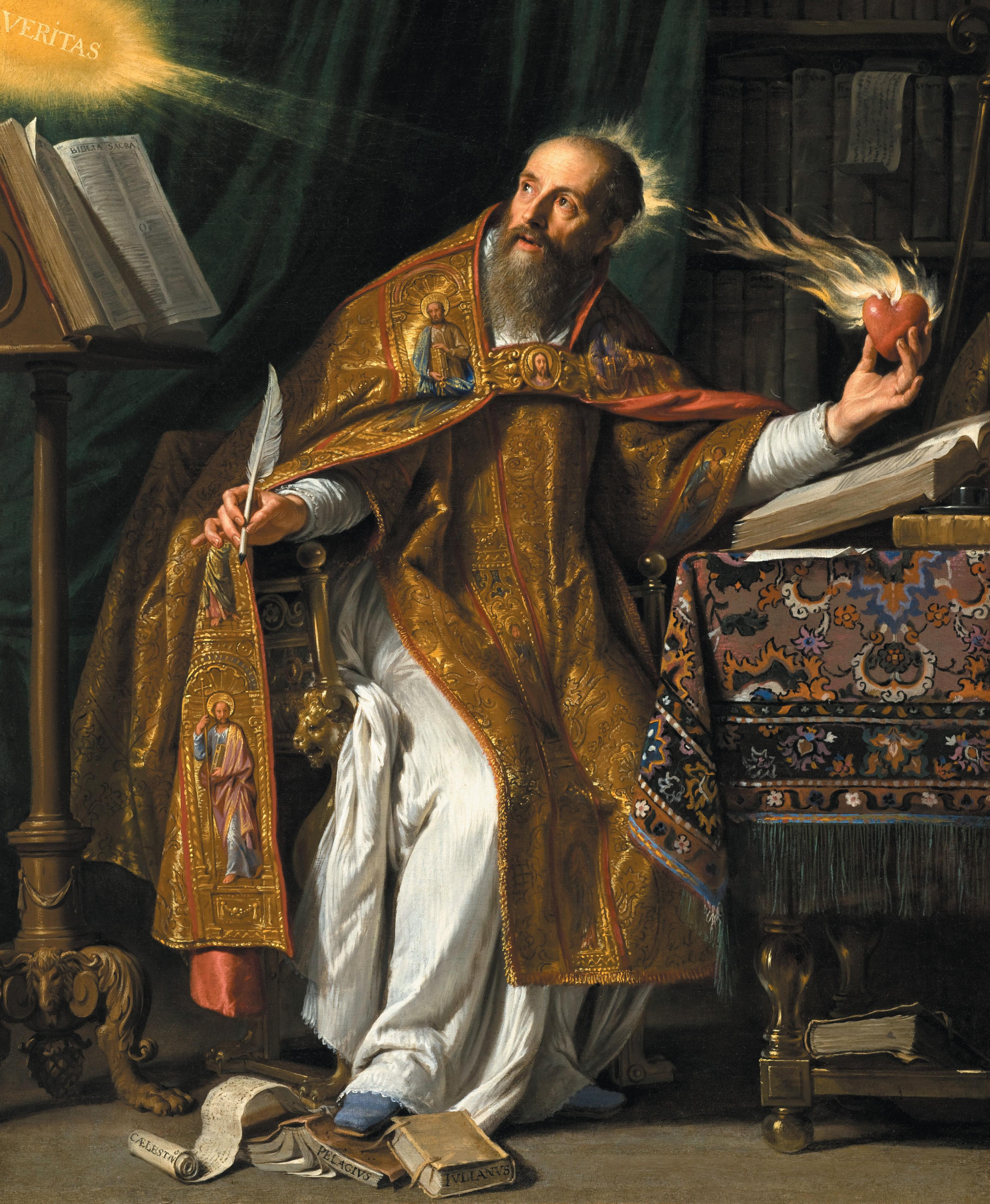
La fondazione dell'ordine viene tradizionalmente fatta risalire a sant'Agostino

La spiritualità dell'ordine è fondamentalmente quella di sant'Agostino, e la sua regola costituisce il codice fondamentale della spiritualità dell'ordine: la spiritualità agostiniana è evangelica ed ecclesiale, perché guarda al modello della primitiva comunità cristiana di Gerusalemme.
Nella dottrina della scuola di spiritualità dell'ordine risultano chiari il primato dell'amore, della grazia e di Gesù Cristo. Nel loro comportamento i frati devono procedere con la libertà ispirata dall'amore (non come servi sotto la legge, ma come uomini liberi sotto la grazia).

### Devozioni agostiniane
È tipica la devozione dell'ordine all'umanità di Cristo e al mistero dell'incarnazione. Maria, patrona dell'ordine, è tradizionalmente invocata con i titoli di Nostra Signora di Grazia, della Consolazione, del Buon Consiglio e del Perpetuo Soccorso.
Un culto speciale è tributato a sant'Agostino, padre dell'ordine, e ai santi che incrociarono la sua strada, come Monica, Ambrogio, Possidio, Alipio e Fulgenzio di Ruspe. Tra gli eremitani di sant'Agostino canonizzati si ricordano Nicola da Tolentino, Giovanni da San Facondo e Tommaso di Villanova; e santa Rita da Cascia, che fu monaca agostiniana.

## Attività e diffusione
I frati agostiniani si dedicano a varie forme di apostolato, secondo le necessità della Chiesa.
Sono presenti in Europa (Belgio, Repubblica Ceca, Germania, Irlanda, Italia, Spagna), in Africa (Repubblica Democratica del Congo, Nigeria, Kenya, Tanzania), nelle Americhe (Brasile, Cile, Colombia, Costa Rica, Ecuador, Messico, Nicaragua, Perù, Stati Uniti d'America), in Asia (Corea del Sud, Filippine, Giappone, India, Indonesia) e in Australia. Il priore generale dell'ordine risiede a Roma.
Al 31 dicembre 2008 l'ordine contava 448 conventi e 2 769 frati, 2 052 dei quali sacerdoti.

### Statistiche storiche
Sul finire del XIX secolo, prima della nomina a priore generale di Antonio Pacifico Neno, l'ordine contava circa 1 900 frati, distribuiti in circa 250 conventi raggruppati in 22 province e 4 congregazioni. Sotto il generalato di Neno l'ordine tornò a espandersi: nella seguente tabella sono riportati il numero delle province, dei conventi e dei frati agostiniani in vari anni.
| Anno | Province | Conventi | Membri |
| ---- | -------- | -------- | ------ |
| 1900 | 24       | 252      | 1 808  |
| 1925 | 24       | 284      | 2 195  |
| 1950 | 26       | 385      | 3 526  |
| 1971 | 28       | 474      | 4 180  |